# Parafia św. Józefa w Klimontowie
Parafia Świętego Józefa w Klimontowie – parafia rzymskokatolicka znajdująca się w diecezji sandomierskiej w dekanacie Klimontów. Erygowana w 1640. Prowadzą ją księża diecezjalni.
Do parafii przynależą: Adamczowice, Borek, Byszówka, Górki Klimontowskie, Góry Pęchowskie, Kępie, Klimontów, Kozinek, Kroblice, Pęchowiec, Pęchów, Przybysławice, Rogacz, Szymanowice Dolne, Szymanowice Górne.
Na terenie parafii znajduje się Dom zakonny Zgromadzenia Sióstr Najświętszego Imienia Jezus - Siostry Imienia Jezus - bezhabitowe.
Zachowane księgi metrykalne z parafii Klimontów są zinwentaryzowane w Katalogu Ksiąg Metrykalnych w ramach działań grupy projektpodlasie.
| Liber Baptisatorum | 1667–1734, 1736–1760, 1789–1945 |
| Liber Copulatorum  | 1667–1762, 1789–1945            |
| Liber Mortuorum    | 1789–1945                       |

## Obiekty sakralne
- Kolegiata św. Józefa w Klimontowie
- Kościół Najświętszej Maryi Panny i św. Jacka w Klimontowie
- Cmentarz rzymskokatolicki w Klimontowie